# 清野茂樹
清野 茂樹（きよの しげき、1973年8月6日 - ）は、日本のフリーアナウンサー。主にプロレスや総合格闘技などの実況アナウンサーとして活動している。

## 来歴・人物
兵庫県神戸市出身。古舘伊知郎の実況に憧れ実況アナウンサーを志し、青山学院大学卒業後、1996年広島エフエム放送（HFM）に入社。当時のあだ名は「シゲ」「シゲッツ」など。
プロレス好きが高じて、1998年には大槻ケンヂを迎えた『プロレスワンダーランド』で日本民間放送連盟賞の優秀賞を受賞。2003年4月23日には広島サンプラザで新日本プロレスのFM実況を務めると、本格的にプロレスの実況へ進むため、2005年12月31日をもって退社。退社直前にはTHE HIGH-LOWSの活動を休止したばかりの甲本ヒロトを迎えて、特別番組『プロレスワンダーランド2005』を放送している。その後上京しフリーアナウンサーとなる。2006年4月よりFIGHTING TV サムライで新日本プロレスの実況のほか、DEEP、パンクラスなど総合格闘技の実況、2010年にはスカパー!のペイ・パー・ビューでK-1、DREAMの全12大会で実況を始める。2013年6月よりFOXスポーツ&エンターテイメント（FOX bs238）で生中継が始まったUFCを、2015年7月5日にはJ SPORTSで生中継されたWWE日本公演を実況し、メジャー3団体を実況した最初のアナウンサーとなった。キックボクシングや総合格闘技のほかにボクシング、大相撲、空手まであらゆる格闘技をひとりで実況し、日本一格闘技を実況するアナウンサーとも言われている。2016年にAbemaTV（現ABEMA）の格闘チャンネルがサービス開始すると、ONE Championship、RISE、シュートボクシングを実況している。特に那須川天心の試合を数多く実況しており、2019年6月22日にはボクシングルールで実現した那須川天心VS亀田興毅の試合を実況した。ラジオパーソナリティーとしては、2010年4月より、アール・エフ・ラジオ日本のトーク番組『真夜中のハーリー&レイス』のパーソナリティを務める。
プロレス・格闘技の入場テーマにも造詣が深く、2006年10月に発売された入場テーマ曲を集めたコンピレーションCD『格闘魂 バーニングハート〜アンセム・フォー・ファイターズ』（BMG JAPAN）を担当。また、2009年10月にNHK-FMで放送された『今日は一日“プロレス・格闘技テーマ曲”三昧』の楽曲監修も務めた。その知識とコレクションをまとめた著書に『1000のプロレスレコードを持つ男』がある。バラエティ番組での実況も多く、TBSテレビ『水曜日のダウンタウン』では、ミックスルール対決など人気企画の実況で登場する。「古舘伊知郎のトーキングブルース」からの影響もあり、2016年10月6日に講談師の神田松之丞（現・六代目 神田伯山）と共演したのをきっかけに実況を演芸として表現する「実況芸」を開始している。2024年は伯山および三遊亭遊雀が主任を務める新宿末廣亭の7月下席夜の部定席興行にゲスト（活動写真弁士の坂本頼光との交代枠）として顔付けされた。

## エピソード
- 小学生の頃から古舘伊知郎の実況をラジカセに録音し、ノートに書いて暗唱していた。中学時代はヤンキーの自宅で開催されるプロレスで実況役だったという[6]。
- YOUR SONG IS GOODのサイトウ"JxJx"ジュン、テレビディレクターの岡宗秀吾、ラッパーのナオヒロックとは中学の同級生である[7]。
- 青山学院大学在学中はプロレス研究会を作ってトークショーの司会で活躍。校内で最も大きな教室を満員にした[8]。
- プロレスの実況をやろうとして何も仕事が決まっていないまま広島エフエム放送（HFM）を退職して上京したため、フリーアナウンサーになった直後は無職だった[9]。
- プロレスの事件や試合の日付を365日記憶しているという特技があり、ももいろクローバーZの前で披露した[10]。また『真夜中のハーリー&レイス』では林家ペーと記憶力の勝負をしている。
- プ女子ブームに早くから目をつけて、2014年8月に新日本プロレスと共同で女性向けのプロレスガイドブック『もえプロ♡』を出版している。真壁刀義とスイーツを食べる会やオカダ・カズチカとちゃんこを食べる会など女子会イベントを企画した[11]。
- 大学生の就活時、古舘伊知郎に「プロレス実況の仕事を就きたい」と手紙で相談をすると数日後、古舘プロジェクトのスタッフに呼ばれ、古舘から直接アナウンス技術を指導してもらった[12]。

## フリー転向後の出演番組

### テレビ
- ニッポン知らなかった選手権実況中！（2022年7月-9月、NHK総合）-実況
- オオカミ少年（2022年5月-、TBSテレビ）-実況
- KAT-TUNの世界一タメになる旅！＋（2019年8月-2021年3月、TBSテレビ）-実況
- 内村のツボる動画（2020年7月14日、テレビ東京）
- 道南”わや”祭り（2020年12月25日、NHK総合）-実況
- 競馬場の達人（2020年1月19日、グリーンチャンネル）
- テセウスの船（2020年3月14日 第9話、TBSテレビ）-アナウンサー役
- あの輝きをもう一度（2020年3月7日、TBSテレビ）-実況
- ネーミングバラエティー日本人のなまえっ！（2019年6月13日、NHK総合）-実況アナ役
- 3年A組-今から、みなさんは人質です-（2019年1月27日 第6話、日本テレビ）-司会者役
- 水曜日のダウンタウン（2015年- 、TBSテレビ）-実況
- ももクロChan（2015年- 、テレビ朝日）-実況
- ワールドプロレスリング（2018年、テレビ朝日）-実況
- UFC TIME（2017年、フジテレビ）-実況
- ニッポン知らなかった選手権！実況中（2017年8月、NHK総合）-実況
- ウソのような本当の瞬間!30秒後に絶対みられるTV（2017年7月4日、テレビ東京）-実況
- 関ジャニ特命捜査班7係（2016年9月10日、日本テレビ）
- 実況×解説TV（2016年2月19日、テレビ朝日）-実況
- グラフクラブ（2015年10月31日、日本テレビ）-実況
- サンバリュ 〜超年の差バトル! 神童VS老神〜（2015年6月14日、日本テレビ）-実況
- ごちそんぐDJ（2015年4月6日、2016年2月8日、NHK Eテレ）-実況
- 西遊記外伝 モンキーパーマ（2013年、tvk、テレ玉、チバテレ、群テレ、とちテレ、MTV、KBS京都、サンテレビ、OHK、ひかりTV）-  天竺NEWSのキャスター 役
- お願い!ランキング  ちょい足しの鉄人（2013年、テレビ朝日）- 実況
- ドクターX〜外科医・大門未知子〜（2013年10月17日 第1話 、テレビ朝日）-実況アナ役
- ツボ娘（2010年4月 - 2015年、TBSテレビ）-ナレーション
- 一刻千金〜パニックコロシアム（2013年1月6日、ABCテレビ）-実況
- 炎の体育会TV（2012年6月11日、TBSテレビ）-実況
- カキューン!! 〜実況王決定戦（2012年3月1日、関西テレビ）-実況
- 金曜スーパープライム〜見破れ!トリックハンター2（2012年１月27日、日本テレビ）-実況
- ここが噂のエル・パラシオ（2011年10月-12月、テレビ東京）- 実況アナ役
- 花のズボラ飯（2012年11月6日 第3話、TBSテレビ）- リポーター役
- 旭市七夕市民まつり （2018年8月18日、千葉テレビ）　ナレーター
- 史上最強!!秋の格闘2大祭り〜DREAM.11（2009年10月6日、TBSテレビ）-レポーター
- 今どきのコドモ大賞（2008年1月3日、フジテレビ）-ナレーター
- オオカミ少年（TBSテレビ） - 「着ぐるみダービー」（2022年5月から随時放送されているロケ企画）の実況

### インターネットテレビ
- BreakingDown（2021年7月・2022年8月[注 1]、AbemaTV）- 実況
- 石橋貴明プレミアム（2020年、AbemaTV）- 実況
- K-1 DX（2020年、AbemaTV）- 実況
- 恵比寿マスカッツ真夜中の運動会（2020年、AbemaTV）- 実況
- 極楽とんぼのタイムリミット（2019年2月 - 2022年8月、AbemaTV）- 実況
- 那須川天心vs亀田興毅(2019年6月22日、AbemaTV）- 実況
- 声優と夜あそび 2nd season（2019年6月 - 2020年3月、AbemaTV）- 水曜日準レギュラー
- 格闘代理戦争(2018年1月-、AbemaTV）- 実況
- 大相撲超会議場所（2014年 - 、ニコニコ生放送）- 実況
- 大相撲LIVE（2018年、AbemaTV）- 実況
- 買えるバトルクラブ（2018年8月2日 - 2020年3月20日、AbemaTV）- 実況
- スポーツ実況テーマ大戦争！（2014年12月8日、DOMMUNE）
- LoGiRL（2015年4月 - 12月、テレ朝動画）- 司会。武藤彩未と共演
- 世界陸上（2013年8月、TBS動画）- 実況
- 【全日本○○グラドルコンテスト】アビリティ（2018年11月4日 - 2019年3月31日 、AbemaTV）- 実況

### WEBドラマ・動画
- ももドラ momo+dra （第5話 2011年12月24日、テレ朝動画、2012年2月4日劇場公開）DJ役
- ジョシデカ!-女子刑事-ウェビソード（2007年、TBS BooBo BOX）-ニュースキャスター役
- 極悪女王（2024年9月19日 - 、Netflix）[13] - 志生野温夫 役

### BS
- ももクロと行く！（2019年9月1日、BS日テレ）-実況
- パラ×ドキッ！　（2019年4月-2020年9月、NHK BS1)実況
- 全力失踪（2017年10月8日、NHK BSプレミアム）実況アナ役
- モンスターストライク リアル版超・獣神祭十二支再競争（2017年6月29日、BSスカパー!）レポーター
- 昭和歌謡バトル 闘え!演歌男子。（2017年6月24日、BSスカパー!）司会
- ぼくらはマンガで強くなった（2016年12月9日、NHK BS1）実況
- 将棋ウォーズカップ〜芸能人最強決定戦（2014年4月26日、BSフジ）実況
- ザ・プライムショー（2013年4月-9月、WOWOW）声優：ジョン・カビラのアバター、ジャン・カビラ役
- UFC（2013年6月-、FOXスポーツ＆エンターテイメント）実況
- 極真全日本選手権大会（2013年-2018年、BSフジ）実況
- BAZOOKA!!!（2012年、BSスカパー!）実況
- 俺たちのイッテンヨン!〜行こうぜ、レッスルキングダム〜（2010年12月30日、BS朝日）
- ニッポン知らなかった選手権 実況中!（2021年11月7・21日、2022年2月26・3月2日、NHK BSプレミアム）実況役

### CS
- モンスターロック（スペースシャワーTV）司会
- もぎもぎKANA-BOON（スペースシャワーTV)司会
- テレビゲラッチョ!（スペースシャワーTV) - リポーター
- WWE予備校（2010年4月7日、J SPORTS）
- 『ワールドプロレスリングLIVE2021レッスルキングダム15 in東京ドーム』副音声実況（CSテレ朝チャンネル、2021年1月4日）
- 『神田伯山の“真”日本プロレス』（CSテレ朝チャンネル、2021年2月20日 - 毎月第3土曜放送）
- WWE日本公演 J SPORTS初!全試合完全中継（2015年7月5日、J SPORTS）実況
- J SPORTS HOOP!（2008年-、J SPORTS）実況

### ラジオ
- metro pop（2006年10月 - 2007年３月、TOKYO FM、火・水曜）- リポーター
- 真夜中のハーリー&レイス（2010年4月6日 - 、ラジオ日本）- パーソナリティー
- 国際プロレス名曲セレクション（2011年1月31日、InterFM） - パーソナリティー
- ラジオ新日本プロレス（2012年4月 - 2013年3月、ラジオ日本）- パーソナリティー
- 真夏の夜のプロレス女子会（2015年8月8日、NHK-FM） - パーソナリティー
- ももいろクローバーZのSUZUKI ハッピー・クローバー!（2016年4月 - 、TOKYO FM） - 番組リニューアル時に番組ナビゲーターとして新たに参加。
- 武藤敬司の富士山からムーンサルトプレス（2023年7月1日、YBSラジオ）[14]
- ウナギ・サヤカの査定してやるよ～！（2025年1月3日 - 、文化放送） - ウナギ・サヤカと共演
- こころをよむ（2025年7月6日 - 、NHKラジオ第2放送） - 講師

### ウェブラジオ
- オトナの自由時間 銀座BODYSLAM BOYS（2013年6月15日 - 2016年8月26日、sora×niwa銀座）不定期レギュラー

### 映画
- アンダードッグ（2020年、監督:武正晴）-実況アナウンサー役
- 亜人（2017年、監督:本広克行）-レポーター役
- トーナメント（2012/08/10、監督:西冬彦）- DVD特典試合実況

## HFM在職時の出演番組
- GOOD MORNING
- MUSIC MANIA（月・火担当）
- ザ・インターナショナル
- POWER COUNTDOWN HIROSHIMA
- P.S
- JPスタンダード（毎週土曜日 19:30-20:00）…退職前最後の番組となった。
- 局アナバトルROUND3（毎週金曜日 21:00-21:30）

## 書籍
- 「真夜中のハーリー&レイス (大人のプロレス入門)（2012/12/15、河出書房新社）
- 「もえプロ 女子のための"萌える"プロレスガイドブック」（2014/8/22、パルコ）- イラスト・能町みね子
- 「もえプロ♡スペシャル　オカダ・カズチカ（2015/4/13、パルコ）- イラスト・能町みね子[15]
- 「もえプロ♡スペシャル　中邑真輔」（2015/8/24、パルコ）- イラスト・能町みね子[16]
- 「もえプロスペシャル 棚橋弘至」（2016/2/25、パルコ）- イラスト・能町みね子
- 「1000のプロレスレコードを持つ男」（2017/3/24、リットーミュージック）[17]
- 「コブラツイストに愛をこめて 実況アナが見たプロレスの不思議な世界」（2018/8/24、立東舎）